# Рімбах (Верхній Пфальц)
Рімбах (нім. Rimbach) — громада в Німеччині, розташована в землі Баварія. Підпорядковується адміністративному округу Верхній Пфальц. Входить до складу району Кам.
Площа — 24,69 км2. Населення становить 1831 ос. (станом на 31 грудня 2020).